# 张健中
张健中（1928年10年—），男，中华人民共和国政治人物，曾任鞍山市人民政府市长，鞍山市人大常委会主任，第六届全国人大代表。